# Омуле
Омуле (пол. Omule, нім. Omulle) — село в Польщі, у гміні Любава Ілавського повіту Вармінсько-Мазурського воєводства.
Населення — 476 осіб (2011).
У 1975-1998 роках село належало до Ольштинського воєводства.

## Демографія
Демографічна структура станом на 31 березня 2011 року:
|          | Загалом | Допрацездатний вік | Працездатний вік | Постпрацездатний вік |
| -------- | ------- | ------------------ | ---------------- | -------------------- |
| Чоловіки | 256     | 73                 | 160              | 23                   |
| Жінки    | 220     | 50                 | 127              | 43                   |
| Разом    | 476     | 123                | 287              | 66                   |